# Афонасенко, Александр Викторович
Александр Викторович Афонасенко (10 сентября 1980) — белорусский футболист, нападающий и полузащитник.

## Биография
Воспитанник гомельской ДЮСШ, тренер — Владимир Дмитриевич Агеев. С 1996 года играл за основную команду «Гомеля», выступавшую тогда в первой лиге, также привлекался к играм младших городских команд — «ЗЛиН» и «Гомель-2» во второй и первой лигах. В 1997 году вместе с «Гомелем» стал победителем первой лиги (в победном сезоне сыграл 5 матчей) и в следующем сезоне дебютировал в высшей лиге. Продолжал выступать за «Гомель» до 2001 года, сыграв за это время 65 матчей в высшей лиге. Бронзовый призёр чемпионата Беларуси 1999 года.
В 2002 году перешёл в минский «Локомотив», с которым в том же году завоевал право на повышение в классе, заняв третье место в первой лиге. Финалист Кубка Беларуси 2002/03. Часть сезона 2003 года провёл в первой лиге в клубе «Вертикаль» (Калинковичи). В 2004 году вернулся в «Локомотив», вылетевший обратно в первую лигу и ставший её победителем, но в ходе сезона перешёл в перволиговый «Коммунальник» (Слоним), где играл нерегулярно. В 2006 году на время возвращался в «Локомотив», ставший в том сезоне аутсайдером высшей лиги. В 2007 году завершил профессиональную карьеру.
Всего в высшей лиге Беларуси сыграл 88 матчей, забил 4 гола.
Выступал за сборные Беларуси младших возрастов.

## Достижения
- Финалист Кубка Беларуси: 2002/03
- Бронзовый призёр чемпионата Беларуси: 1999
- Победитель первой лиги Беларуси: 2004